# クイ (ファラオ)
クイ（Khui, クフイ、クーイ）は古代エジプト第1中間期のファラオ。ユルゲン・フォン・べケラスによってエジプト第8王朝のファラオに分類された。

## 人物
この正体がはっきりとしない支配者の唯一の証明は、1946年から1948年にかけてフランスのエジプト考古学者レーモン・ヴェイユによって発見されたクイのカルトゥーシュが刻まれた石のブロックから導かれるものである。この石のブロックは中エジプトに位置するマンファルート近郷のダーラのネクロポリスの墳墓から発掘された。
ネクロポリスはこのはっきりとしないファラオの為に急ぎ作られたとみられる巨大な墳墓建造物（クイのピラミッドと呼ばれる）によって占められており、ブロックはこのほぼ消滅した葬祭殿に由来するのではないかと仮定されている。
今日では、クイはエジプト古王国の崩壊による権力の空白を利用したノーマーチ（州の執政官）であり、自らを王と宣言したのではないかとみられている。この時代の同様の例には第9王朝、近郷のヘラクレオポリスの創始者がある。